# Cos de descomposició
En matemàtiques i més precisament en àlgebra en la teoria de Galois, el cos de descomposició d'un polinomi P(X) és l'extensió de cos més petita que conté totes les arrels de P(X). Es demostra que aquesta extensió existeix sempre.
Un cos de descomposició d'un polinomi és una extensió finita i normal. Si és separable, és una extensió de Galois.
S'aplica tota la teoria de Galois, un cos d'aquest tipus es beneficia de teoremes potents, com el teorema de l'element primitiu o el teorema fonamental de la teoria de Galois. Llavors nombrosos problemes es resolen amb l'ajuda d'aquesta estructura. Es pot citar per exemple el teorema d'Abel o la determinació dels polígons construïbles amb regle i compàs.

## Definició
Les notacions següents es fan servir a tot l'article, sigui K un cos, P(X) un polinomi amb coeficients a K i Ω una clausura algebraica de K. El polinomi P(X) designa un polinomi formal, en oposició a una funció polinòmica, es construeix amb l'ajuda d'una indeterminada notada X i no una variable x.
- Existeix una extensió mínima de cos L sobre K tal que el polinomi P(X) es factoritzable (és a dir que és el producte de polinomis del primer grau) sobre L. Mínim significa aquí que tota subextensió F de L que contingui totes les arrels de P(X) és igual a L. Aquesta extensió s'anomena cos de descomposició de P(X).

- Sigui (l1, ..., ln) una família f d'elements algebraics de Ω. El cos més petit de Ω que conte la família i K es nota K(l1, ..., ln) i s'anomena l'extensió engendrada per la família f.

L és isomorf a un subcos de Ω, per tant és possible identificar L a un subcos de Ω com es demostrarà al paràgraf Extensió algebraica i clausura algebraica. Aquesta identificació es fa servir en la resta de l'article.
Si r1, ..., rn són les arrels de P(X) a L, llavors L s'identifica amb K(r1, ..., rn). La demostració de l'existència del cos de descomposició es farà en el paràgraf Extensió algebraica i polinomi.
Observació: Existeix una altra convenció, el cos de descomposició d'un polinomi P(X) sobre K designa tota extensió que conté totes les arrels de P(X), llavors el cos mínim s'anomena el cos de les arrels.

## Exemples
El cos de descomposició del polinomi X²+1 sobre el cos dels nombres reals és el cos dels nombres complexos.
Llavors es construeix el cos de descomposició L del polinomi P(X) = X3 - 2 sobre el cos dels nombres racionals. Sigui r l'arrel cúbica (real) de 2, i jo l'arrel cúbica (acomplexa) de la unitat tenint un component imaginari positiu. Llavors les altres dues arrels són j.r i j².r. Cap arrel no és racional, per tant el polinomi és irreductible (en efecte tot polinomi de grau tres que no és irreductible posseeix una arrel racional).
Consideris l'extensió K1 igual a Q(r), és a dir l'extensió engendrada per r. Com que P(X) és irreductible, és una extensió de grau tres isomorfa a Q[X]/(P(X)Q[X]) i una base del qual és {1, r, r²}.
Sobre K1 el polinomi P(X) té una arrel r. Una divisió de P(X) entre el polinomi X - r dona la igualtat:
Se'n dedueix que L és igual a K1(s) que és una extensió de grau dos de K1 i una base del qual és {1, s}.
Es té la igualtat sobre els graus [L:Q] =[L:K1].[K1:Q]= 3 x 2 = 6. Se'n dedueix que una base de L sobre K és {1, r, r²,s,s.r, s.r²}.
Observació: el mètode presentat aquí és genèric, es pot fer servir per construir cossos de descomposició.

## Propietats
- Un cos de descomposició és una extensió finita.

- Dos cossos de descomposició de P(X) sobre un cos K són isomorfs com extensions de K.

- Si un cos de descomposició està generat per elements separables, llavors és separable i s'aplica el teorema de l'element primitiu. En conseqüència, l'extensió és separable i simple.

- Si P(X) és irreductible i separable, llavors el cos de descomposició és de Galois: Siguin r1,...,rn les arrels de P(X) en Ω. Llavors L és igual a K(r1,...,rn). Tot morfisme de L en Ω permuta les arrels, perquè deixa estable L, cosa que mostra que l'extensió és normal. Com que L és una extensió separable i normal, és doncs de Galois.

- Supoant que el polinomi P(X) sigui separable, el grup de Galois opera transitivament sobre el conjunt R de les arrels si, i només si, el polinomi és irreductible.[1]

En efecte, si P no és irreductible, existeixen dos polinomis P1 i P₂ de grau estrictament positiu tals que P és igual a P1.P₂. Siguin α (resp. β) una arrel de P1 (resp. P₂) i σ un element del grup de Galois. El polinomi mínim de σ(α) és igual a P1, el de β és igual a P₂, se'n dedueix que σ(α) no pot ser igual a β, el que vol dir que el grup no opera transitivament.
Recíprocament si P és irreductible, siguin α i β dues arrels de P. Sigui m el morfisme de K(α), en K(β) que a α li associa β. La penúltima proposició del paràgraf Morfisme a la clausura algebraica de l'article Extensió separable demostrarà que el morfisme de cos m es perllonga en un automorfisme σ del cos de descomposició. Existeix per tant un element σ del grup de Galois tal que σ(α) = β, el que demostra que el grup opera transitivament.